# Dror Feiler

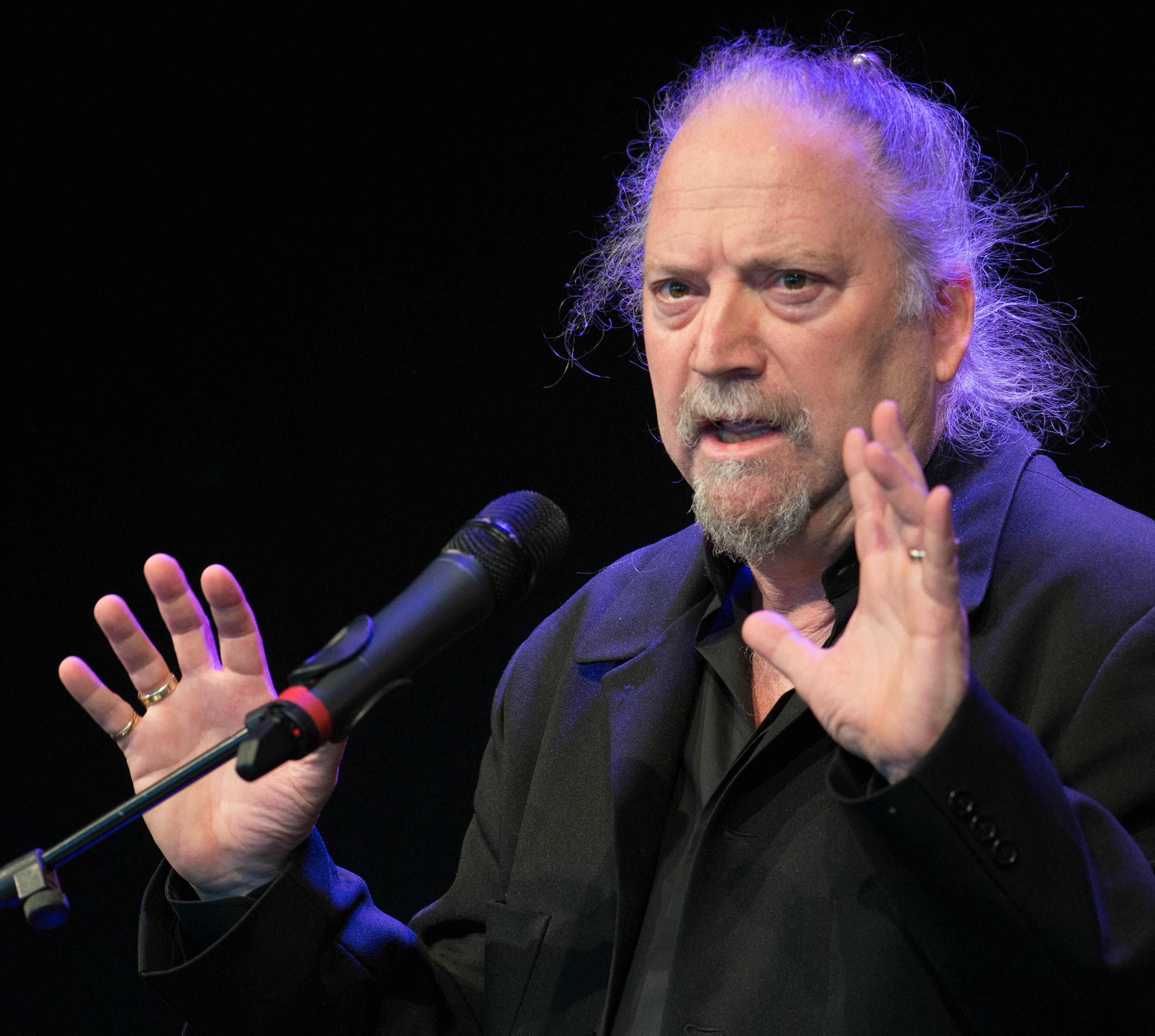
Dror Feiler (2015)

Dror Feiler (* 31. August 1951 in Tel Aviv) ist ein schwedisch-israelischer Komponist Neuer Musik, Noise-Musiker und Aktivist.

## Leben

### Jugend in Israel
Von 1965 an lebte Feiler mit seinen Eltern und seiner zwei Jahre jüngeren Schwester im Kibbuz Yad Hanna, von 1953 für dreißig Jahre der einzige kommunistische Kibbuz, wo er bis 1969 eine Ausbildung an einer Landbauschule absolvierte. Feiler diente als Fallschirmjäger in den Israelischen Streitkräften, wurde dort speziell als Minenräumer ausgebildet und gehörte 1970 zu den ersten „Refuzniks“, die den Dienst in den israelisch besetzten Gebieten ablehnten, was ihn nach israelischem Recht zum Kriegsdienstverweigerer machte, woraufhin er für die restlichen zweieinhalb Jahre seines Wehrdienstes zum Dienst im heimischen Kibbuz kommandiert wurde. 1973 migrierte er schließlich nach Schweden.

### Künstlerisches Schaffen
Ab 1975 beschäftigte sich Feiler über die Künstlervereinigung Fylkingen mit Neuer Musik, bevor er 1977 ein Studium der Musikwissenschaft an der Universität Stockholm begann, das er jedoch nach zwei Semestern beendete. Daraufhin studierte er an der Königlichen Musikhochschule Stockholm bis 1983 fünf Jahre lang Komposition bei Gunnar Bucht, Sven-David Sandström und Brian Ferneyhough. Später heiratete er die zwei Jahre jüngere schwedische Bildende Künstlerin Gunilla Sköld.

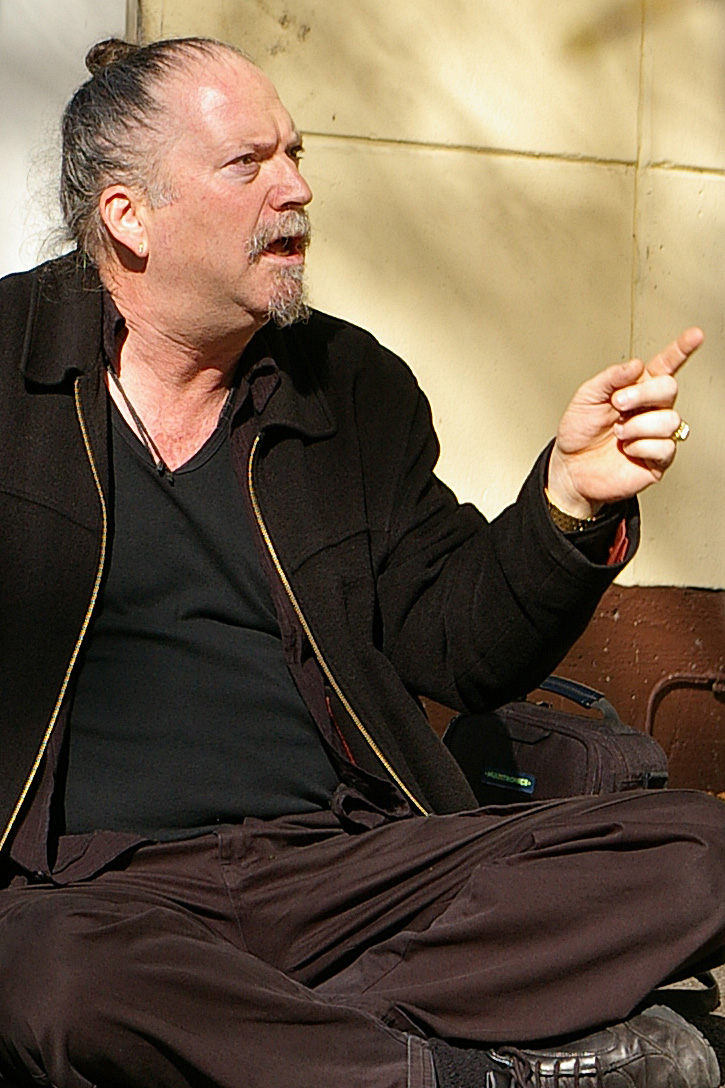
Während der Donaueschinger Musiktage 2008

Aufmerksamkeit erzielten er und seine Frau im Jahr 2004 mit ihrem gemeinsamen Kunstwerk, der Installation Schneeweiß und der Wahnsinn der Wahrheit, das der damalige Botschafter Israels in Schweden, Zvi Mazel, der es als judenfeindlich ansah, vandalierte, was Anlass gab zu einem diplomatischen Disput zwischen Israel und Schweden. Seitdem wird Feiler die Wiedereinreise nach Israel verwehrt.
Feiler ist Schöpfer zahlreicher sonoristischer Musikwerke und Auftragskompositionen, und seine Arbeit führte ihn im Verlauf seiner Karriere mit vielen prominenten Musikern zusammen. Als Saxophonist und Interpret anderer Holzblasinstrumente sowie elektronischer Klangerzeuger spielt er u. a. in den beiden von ihm gegründeten Ensembles Lokomotiv Konkret (seit 1978) und The Too Much Too Soon Orchestra.
Im April 2008 ließ das Symphonieorchester des Bayerischen Rundfunks die Premiere seines Stückes Halat Hisar ausfallen, da die Musiker es als zu laut empfanden und sich weigerten, es zu proben. Die Musik, die auch Maschinengewehr-Klänge einschließt, verursache Kopfschmerzen und Ohrenprobleme. Die Uraufführung fand am 2. Oktober 2009 im Herkulessaal der Residenz statt.

### Gesellschaftliches Engagement
Feiler ist Vorsitzender der Organisation European Jews for a Just Peace (EJJP) sowie deren schwedischer Sektion Judar för israelisk-palestinsk fred (JIPF). Im Mai 2010 begleitete Feiler zusammen mit Schriftsteller Henning Mankell einen Konvoi der Free-Gaza-Bewegung und war an Bord der Sofia, als der Konvoi von der israelischen Marine geentert wurde. Dabei erlitt er selbst Rippenbrüche sowie leichte Verletzungen im Gesicht. Sein Saxophon wurde beschlagnahmt und bis heute nicht zurückgegeben.
Als Kandidat der schwedischen Linkspartei bewarb sich Feiler 2014 um ein Mandat als Abgeordneter im Europäischen Parlament und erhielt erneut einen Platz auf der Liste der Partei für die Wahl zum Schwedischen Reichstag 2018.
Feiler und seine Frau leben zusammen in Stockholm.